# Florea Voinea
Florea Voinea (n. 19 aprilie 1956) este un politician român. Florea Voinea a fost deputat în sesiunile 2000-2004 și 2004-2008 și senator în sesiunea 2012-2016. 
În legislatura 2000-2004, Florea Voinea a fost ales deputat în circumscripția Dolj pe listele Partidului Umanist din România dar din septembrie 2003 a devenit deputat neafiliat. În cadrul activității sale parlamentare în legislatura 2000-2004, Florea Voinea fost membru în grupurile parlamentare de prietenie cu Republica Venezuela și Japonia. Florea Voinea a inițiat 11 propuneri legislative din care 3 au fost promulgate legi. 
În legislatura 2004-2008, Florea Voinea a fost ales deputat în circumscripția Vaslui pe listele Partidului Umanist din România iar din mai 2005 a devenit membru al Partidului Social Democrat. În cadrul activității sale parlamentare în legislatura 2000-2004, Florea Voinea fost membru în grupurile parlamentare de prietenie cu Republica Arabă Siriană, Republica Estonia și Australia. Florea Voinea a inițiat 11 propuneri legislative din care 3 au fost promulgate legi. 
În legislatura 2012-2016, Florea Voinea a fost ales senator în circumscripția Dolj pe listele Partidului Social Democrat. În cadrul activității sale parlamentare în legislatura 2000-2004, Florea Voinea fost membru în grupurile parlamentare de prietenie cu Republica Arabă Siriană și Republica Letonia. Senatorul Florea Voinea a inițiat 50 propuneri legislative din care 15 au fost promulgate legi. 